# Starboy
Pour l’article homonyme, voir Starboy (chanson).
Albums de The Weeknd
Beauty Behind the Madness
(2015) My Dear Melancholy
(2018)
Singles
1. Starboy
Sortie : 22 septembre 2016
2. I Feel It Coming
Sortie : 24 novembre 2016
3. Party Monster
Sortie : 6 décembre 2016
4. Reminder
Sortie : 24 février 2017
5. Rockin'
Sortie : 9 mai 2017
6. Die for You
Sortie : 19 septembre 2016
7. Secrets
Sortie : 10 novembre 2017

Starboy est le troisième album studio du chanteur canadien The Weeknd, sorti le 25 novembre 2016, publié sous les labels XO et Republic Records. Il comporte des collaborations avec les artistes Daft Punk, Lana Del Rey, Kendrick Lamar et Future. L'album est produit par Doc McKinney mais également par Diplo, Cashmere Cat, Metro Boomin, Frank Dukes, Labrinth, etc.

## Contexte
Après le succès commercial de son précédent album Beauty Behind the Madness, le chanteur fait allusion à la sortie de son troisième album studio le 12 mars 2016, avec un post Instagram le qualifiant de « prochain chapitre » de sa musique. Le 24 août, la vice-présidente exécutive de Republic Records, Wendy Goldstein, confirme lors d'une interview accordée à Billboard, que le chanteur allait collaborer avec le duo français Daft Punk. Le 7 septembre, il est révélé lors d'une interview avec VMan que l'album est en cours de production et qu'il est influencé par Prince, The Smiths, Talking Heads et Bad Brains.
Il affirme le thème général de l'album et les autres influences lors d'une interview avec Billboard :
« The vibe on Starboy comes from that hip-hop culture of braggadocio from Wu-Tang and 50 Cent, the kind of music I listened to as a kid. Bragging just sounds good, man. I was a teenager when I saw Scarface, and even though it was unbelievable, it's kind of cool Tony Montana could survive all those gunshots and not feel them. »
« L'ambiance de Starboy vient de la culture hip-hop de la frime de Wu-Tang Clan et 50 Cent, le genre de musique que j'écoutais quand j'étais enfant. La frime, ça sonne bien, mec. J'étais adolescent lorsque j'ai vu Scarface, et même si c'était incroyable, c'est plutôt cool que Tony Montana ait pu survivre à tous ces coups de feu sans les sentir. »
The Weeknd annonce officiellement son troisième album, en partageant le titre et la date de sortie. La couverture de l'album est conçue et photographiée par Nabil Elderkin, et le livret du CD contient onze portraits du chanteur, réalisés par le même photographe sus-mentionné.

## Composition
Principalement un disque aux styles RnB, pop et trap, Starboy incorpore des influences de new wave, disco, dance-punk, electro-rock, electropop, electro-dance, two-step et disco-house,. Les thèmes lyriques incluent l'extravagance des célébrités, la frime, la romance et le matérialisme.

## Promotions

### Singles
Le 21 septembre 2016, le single principal de l'album, Starboy, sort en version numérique sur les plateformes musicales. La chanson est en collaboration avec le duo français Daft Punk.
Les titres I Feel It Coming, Party Monster, Reminder, Rockin', Die for You et Secrets font également parti des singles afin de promouvoir l'album.

## Performance
The Weeknd est l'invité musical du premier épisode de la saison 42 de Saturday Night Live. Il fait la promotion de son album en interprétant Starboyet False Alarm et fait une brève apparition dans le sketch Weeknd Update, où il dévoile sa nouvelle coupe de cheveux. Le 20 novembre, il chante Starboy lors des American Music Awards 2016. Quatre jours plus tard, le chanteur apparaît dans l'émission The Tonight Show de Jimmy Fallon pour interpréter I Feel It Coming et Starboy. Le 6 décembre, il fait partie des artistes invités lors du défilé Victoria's Secret Fashion Show diffusé sur CBS.

## Court métrage
Le 23 novembre 2016, The Weeknd publie un court-métrage de 12 minutes afin de promouvoir l'album, réalisé par Grant Singer. Nommé Mania (stylisé M A N I A), il reprend les chansons telles que All I Know en duo avec le rappeur Future, Sidewalks avec Kendrick Lamar, Secrets, Die for You, Party Monster et I Feel It Coming en collaboration avec Daft Punk. Il met en vedette le mannequin français Anais Mali dans le rôle de la protagoniste féminine.

## Liste des titres
| 1.    | Starboy (featuring Daft Punk)               | - Abél Tesfaye - Guy-Manuel de Homem-Christo - Thomas Bangalter - Martin McKinney - Henry Walter                               | - Daft Punk - Cirkut - Doc McKinney                         | 3:50 |
| 2.    | Party Monster                               | - Tesfaye - Benjamin Diehl - Elizabeth Grant - Ahmad Balshe                                                                    | - McKinney - Ben Billions                                   | 4:11 |
| 3.    | False Alarm                                 | - Tesfaye - McKinney - Diehl - Walter - Balshe - Emmanuel Nickerson                                                            | - McKinney - Ben Billions - Cirkut - Mano                   | 3:50 |
| 4.    | Reminder                                    | - Tesfaye - Nickerson - McKinney - Dylan Wiggins - Walter - Jason Quenneville                                                  | - Mano - McKinney - Cirkut - Sir Dylan - DaHeala            | 3:38 |
| 5.    | Rockin'                                     | - Tesfaye - Ali Payami - Balshe - Max Martin - Peter Svensson - Savan Kotecha                                                  | - Martin - Svennson - Kotecha - Payami                      | 3:52 |
| 6.    | Secrets                                     | - Tesfaye - McKinney - Walter - Wiggins - Ronald Orzabal - G. Canler - J. Marions - W. Palamarchuk - M. Skill - P. Solley      | - McKinney - Sir Dylan - Cirkut                             | 4:25 |
| 7.    | True Colors                                 | - Tesfaye - William Thomas Walsh - Samuel Wishkoski - Magnus August Høiberg - Benjamin Levin - Brittany Hazzard - Jacob Dutton | - Cashmere Cat - Benny Blanco - Jake One - Swish            | 3:26 |
| 8.    | Stargirl Interlude (featuring Lana Del Rey) | - Tesfaye - McKinney - Elizabeth Grant - Timothy McKenzie                                                                      | - McKinney - Labrinth                                       | 1:51 |
| 9.    | Sidewalks (featuring Kendrick Lamar)        | - Tesfaye - McKinney - Dan Wilson - Robert John Richardson - Ali Shaheed Jones-Muhammad - Kendrick Duckworth                   | - McKinney - Muhammad - Wilson                              | 3:51 |
| 10.   | Six Feet Under                              | - Tesfaye - McKinney - Walter - Balshe - Quenneville - Diehl - Leland Wayne - Nayvadius Wilburn                                | - Metro Boomin - Ben Billions - McKinney - Cirkut - DaHeala | 3:57 |
| 11.   | Love to Lay                                 | - Tesfaye - Martin - Svensson - Kotecha - Payami - Balshe                                                                      | - Martin - Payami                                           | 3:43 |
| 12.   | A Lonely Night                              | - Tesfaye - Martin - Svensson - Kotecha - Payami - Balshe - Quenneville                                                        | - Martin - Payami - DaHeala                                 | 3:40 |
| 13.   | Attention                                   | - Tesfaye - Walsh - Høiberg - Levin - Mustafa Ahmed - Adam Feeney                                                              | - Cashmere Cat - Benny Blanco - Frank Dukes                 | 3:17 |
| 14.   | Ordinary Life                               | - Tesfaye - Martin - Svensson - Kotecha - Payami - Balshe - McKinney - Walter                                                  | - Martin - Payami - Cirkut - McKinney                       | 3:41 |
| 15.   | Nothing Without You                         | - Tesfaye - Quenneville - Diehl - Balshe - Walter - Thomas Pentz                                                               | - Diplo - Ben Billions - Cirkut - DaHeala                   | 3:18 |
| 16.   | All I Know (featuring Future)               | - Tesfaye - Diehl - Høiberg - Wayne - Wilburn - Balshe                                                                         | - Metro Boomin - Cashmere Cat - Ben Billions                | 5:21 |
| 17.   | Die for You                                 | - Tesfaye - McKinney - Prince 85 - Wiggins - Høiberg - Walsh                                                                   | - Prince 85 - Cashmere Cat - McKinney - Sir Dylan           | 4:20 |
| 18.   | I Feel It Coming (featuring Daft Punk)      | - Tesfaye - de Homem-Christo - Bangalter - McKinney - Walter                                                                   | - Daft Punk - Cirkut - McKinney                             | 4:29 |
| 68:40 |                                             | |                                                             |      |

Notes
- Party Monster contient des voix additionnelles de Lana Del Rey.
- Rockin’ contient des voix additionnelles de Kazue Lika Tatsushima
- Sidewalks contient des voix additionnelles de Daniel Wilson
- Six Feet Under contient des voix additionnelles de Future
- Attention contient des voix additionnelles de Mustafa the Poet and Cashmere Cat

## Clips vidéos
- Starboy (feat. Daft Punk) : 28 septembre 2016
- False Alarm : 13 octobre 2016
- Party Monster : 12 janvier 2017
- Reminder : 16 février 2017
- I Feel It Coming (feat. Daft Punk) : 10 mars 2017
- Secrets : 12 juin 2017
- Die for You : 25 novembre 2021

## Samples
- Secrets contient des samples Pale Shelter (1983), interprété par Tears for Fears, et de Talking in Your Sleep (1984) interprété par The Romantics[26]
- Sidewalks contient des samples de You Don't Know My Name (2003), interprété par Alicia Keys
- Six Feet Under contient une interpolation de Low Life (2016), interprété par Future et The Weeknd.

## Classements et certifications
| Classements (2016)                  | Meilleure position |
| ----------------------------------- | ------------------ |
| Allemagne (Media Control AG)        | 10                 |
| Australie (ARIA)                    | 1                  |
| Autriche (Ö3 Austria Top 40)        | 23                 |
| Belgique (Flandre Ultratop)         | 8                  |
| Belgique (Wallonie Ultratop)        | 24                 |
| Canada (Canadian Albums)            | 1                  |
| Danemark (Tracklisten)              | 1                  |
| Écosse (OCC)                        | 18                 |
| Espagne (Promusicae)                | 39                 |
| États-Unis (Billboard 200)          | 1                  |
| États-Unis (Top R&B/Hip-Hop Albums) | 1                  |
| Finlande (Suomen virallinen lista)  | 1                  |
| France (SNEP)                       | 14                 |
| Irlande (IRMA)                      | 3                  |
| Italie (FIMI)                       | 38                 |
| Norvège (VG-lista)                  | 1                  |
| Nouvelle-Zélande (RIANZ)            | 5                  |
| Pays-Bas (Mega Album Top 100)       | 3                  |
| Pologne (ZPAV)                      | 26                 |
| Portugal (AFP)                      | 13                 |
| Tchéquie (IFPI)                     | 4                  |
| Royaume-Uni (UK Albums Chart)       | 5                  |
| Royaume-Uni (R&B Albums)            | 1                  |
| Suède (Sverigetopplistan)           | 1                  |
| Suisse (Schweizer Hitparade)        | 5                  |

### Certifications
| Pays                       | Certification | Unités certifiées |
| -------------------------- | ------------- | ----------------- |
| Allemagne (BVMI)           | Or            | 100 000           |
| Australie (ARIA)           | Platine       | 70 000            |
| Autriche (IFPI)            | Platine       | 15 000            |
| Belgique (BEA)             | Platine       | 30 000            |
| Brésil (Pro-Música Brasil) | Or            | 20 000            |
| Canada (Music Canada)      | 7 × Platine   | 560 000           |
| Danemark (IFPI)            | 5 × Platine   | 100 000           |
| États-Unis (RIAA)          | 6 × Platine   | 6 000 000         |
| France (SNEP)              | 3 × Platine   | 300 000           |
| Italie (FIMI)              | Platine       | 50 000            |
| Mexique (AMPROFON)         | Platine et Or | 90 000            |
| Norvège (IFPI)             | Platine       | 30 000            |
| Pologne (ZPAV)             | Or            | 10 000            |
| Portugal (AFP)             | Or            | 7 500             |
| Royaume-Uni (BPI)          | 2 × Platine   | 600 000           |
| Singapour (RIAS)           | Platine       | 10 000            |
| Suède (GLF)                | 2 × Platine   | 80 000            |